# Molí del Xòrrec
Molí del Xòrrec és un molí de Llagostera (Gironès) que forma part de l'Inventari del Patrimoni Arquitectònic de Catalunya. També ha rebut el nom de Molí de Can Roure i Molí L. Valle. Forma part del conjunt dels molins del Ridaura.

## Descripció
Es tracta d'un molí datat al 1828. Es conserven alguns murs treballats en paredat i en maó vista. Veiem un edifici de planta quadrangular amb les obertures d'arcs a sardinell i maó pla. A l'interior es conserva una pedra del molí. Les restes són cobertes per vegetació.